# Муат Факіхі
Муат Факіхі (араб. معاذ فقيهي, нар. 30 травня 2002) — саудівський футболіст, захисник «Аль-Гіляля» з Професіональної ліги Саудівської Аравії.

## Клубна кар'єра
Вихованець клубу «Аль-Гіляль». Перед сезоном 2022/23 був включений до заявки першої команди. Дебютував за неї 21 грудня 2022 року в матчі Королівського кубка проти клубу «Аль-Іттіфак», а перший матч у Професіональній лізі Саудівської Аравії провів 15 січня 2023 року проти клубу «Аль-Адала», вийшовши на заміну замість Нассера Ад-Давсарі на 87-й хвилині. Матч завершився з рахунком 2:0 на користь команди з Ер-Ріяду.

## Титули і досягнення
- Чемпіон Саудівської Аравії (1):

«Аль-Іттіхад»: 2024-25
- Володар Королівського кубка Саудівської Аравії (2):

«Аль-Гіляль»: 2022-23
«Аль-Іттіхад»: 2024-25